# Ан Хайд
Ан Хайд (на английски: Anne Hyde; * 12 март 1637, Уиндзор, Кралство Англия; † 31 март 1671, дворец Сейнт Джеймс, Уестминстър, Кралство Англия) е херцогиня на Йорк, първата съпруга на йоркския херцог Джеймс Стюарт, бъдещия Джеймс II. Майка е на две кралици – Мери ІІ, която наследява баща си след Славната революция, и Анна. Те са последните представителки на династията Стюарт на английския престол.

## Живот
Ан Хайд не е от благороден произход. Дъщеря е на Едуард Хайд, доверен служител на крал Чарлз I, включително по време на Английската революция, а след това и на сина му Чарлз II (след Реставрацията от 1660 г.). За заслугите си Хайд е направен граф на Кларендън.
Когато пуританите вземат надмощие, Хайд и семейството му напускат Англия. Ан става придворна дама на сестрата на Чарлз ІІ Мери, омъжена за холандския щатхаутер. Заедно с нея тя посещава майка им Хенриета-Мария в Париж и там около 1655 г. се запознава с Джеймс. Вероятно още тогава присъства с него на католически литургии, а по-късно окончателно минава към католическата църква.
Има предположения, че те са женени тайно още преди Реставрацията. Дори „официалният“ им брак на 3 септември 1660 г. е осъществен в тесен кръг, без да е информиран бащата на булката. Когато разбира, той категорично се възпротивява, затваря я в дома си и се налага Джеймс да се промъква при нея известно време. Кралят и другите роднини на младоженеца също не одобряват решението му. Те се опитват да го разубедят, но стореното е сторено и се налага да приемат свършения факт. Херцогинята обаче никога не бива приета като равна в двора и живее по-скоро в изолация.
Ан Хайд ражда на йоркския херцог осем деца, от които само две момичета доживяват зряла възраст. Многобройните раждания се отразяват на фигурата на Ан Хайд, както и на отношенията със съпруга ѝ. Джеймс се впуска в няколко любовни авантюри, както е прието за кралските особи от епохата. В същото време тя се разболява тежко след раждането на сина ѝ Едгар. Съвсем престава да излиза от къщи. Последните две раждания влошават положението и се оказва, че има рак на гърдата. Умира месец след появата на дъщеря ѝ Кетрин. Малко след нея умира и Едгар, което оставя Джеймс само с двете си пораснали дъщери.

## Деца
- Чарлз, херцог на Кеймбридж (1660 – 1661) – умира от едра шарка
- Мери (1662 – 1694), омъжена за Уилям III през 1677 г., кралица от 1689 (няма деца)
- Джеймс, херцог на Кеймбридж (1663 – 1667) – умира от бубонна чума
- Ан (1665 – 1714), омъжена за принц Георг Датски през 1683, кралица от 1702 г. Никое от 10-те ѝ деца не я надживява.
- Чарлз, херцог на Кендал (1666 – 1667)
- Едгар, херцог на Кеймбридж (1667 – 1671)
- Хенриета (януари – ноември 1669)
- Кетрин (февруари – декември 1671)